# L'Amour et la Jeune Fille
L'Amour et la Jeune Fille – en anglais Love and the Maiden – est un tableau réalisé en 1877 par le peintre britannique John Roddam Spencer Stanhope. De format horizontal, cette toile exécutée à la peinture à l'huile et à la feuille d'or est une allégorie préraphaélite dans le style du maître florentin Sandro Botticelli. Elle représente la rencontre entre l'Amour et une jeune femme assise à l'orée d'un bois où quatre consœurs forment une ronde. Achetée en 2002, l'œuvre est conservée par les musées des Beaux-Arts de San Francisco au Legion of Honor, à San Francisco, en Californie, aux États-Unis.